# UTC-0:44
UTC-0:44 е часово отместване използвано в Либерия преди 1 май 1972. Познато било като Либерийско време или Стандартно Монровийско време. Точното отместване било 43 минути и 8 секунди преди да бъде закръглено до 44 минути на 1 март 1919. От 1972 насам, Либерия използва Координираното универсално време.